# Nicola Raasch
Lili Collins, bis 2020 bekannt unter ihrem bürgerlichen Namen Nicola Raasch (* 7. Januar 1970 in Berlin-Charlottenburg) ist eine deutsche Schauspielerin.

## Leben
Nicola Raasch machte ihr Abitur am Freiherr-vom-Stein-Gymnasium. Anschließend widmete sie sich zunächst einer kaufmännischen Ausbildung in der Luftfahrtbranche und ging einer bürgerlichen Tätigkeit nach. Nach wenigen frühen Fernseh- und Filmauftritten in Filmen wie Für’n Groschen Brause (1983) von Eberhard Itzenplitz und dem ZDF-Mittagsmagazin (1993) wiederentdeckte sie ihre Leidenschaft zur Schauspielerei erst Ende der 90er Jahre. Sie absolvierte eine 2-jährige Schauspielausbildung am Europäischen Theater Institut in Berlin und spielte unter anderem die Titelrolle in Sarah Kanes Theaterstück Phaidras Liebe. Ihre eigentliche Karriere begann erst Anfang 2002 mit einer Tagesrolle in Für alle Fälle Stefanie. Seitdem war sie an zahlreichen deutschen Fernsehproduktionen beteiligt. Es folgten Auftritte in Fernsehshows, z. B. als Sketchpartnerin an der Seite von Hape Kerkeling bei der Aidsgala 2003. Im Jahr 2004 spielte sie zusammen mit Ulrich Mühe im ZDF-Dauerbrenner Der letzte Zeuge. Internationalen Erfolg brachten Filme wie Vom Suchen und Finden der Liebe von Helmut Dietl. 2008 stand sie für die amerikanische Comic-Adaption Speed Racer der Hollywood-Regisseure Andy & Larry Wachowski (Matrix) in den Babelsberger Studios vor der Kamera. Zurzeit lebt sie in Berlin-Spandau. Seit 2020 nutzt sie den Künstlernamen 'Lili Collins'.

## Filmografie
- 1983: Für’n Groschen Brause, Regie: Eberhard Itzenplitz
- 2001: Für alle Fälle Stefanie, Regie: Dieter Schlotterbeck
- 2003: Stars 2003 – Die Aids-Gala, Regie: Gerri Grabowski
- 2004: Gute Zeiten, schlechte Zeiten, Regie: Ulf Borchardt
- 2004: Mogelpackung Mann, Regie: Udo Witte
- 2004: Der letzte Zeuge, Regie: Bernhard Stephan
- 2004: Vom Suchen und Finden der Liebe Regie: Helmut Dietl
- 2004: Einsatz täglich – Polizisten ermitteln, Regie: Hartwig van der Neut
- 2005: Gute Zeiten, schlechte Zeiten, Regie: Sabina Franke
- 2005: Alles über Anna, Regie: Ullrich Zrenner
- 2005: Popp Dich schlank! Regie: Christoph Schrewe
- 2006: Große Erwartungen, Regie: Pascal Leister
- 2006: Delire de Negation, Regie: Janosch Orlowsky
- 2007: Anonym, Regie: Johannes Köckeritz
- 2007: Speed Racer, Regie: Wachowski-Brüder
- 2007: P-F-A Pure Fucking Art, Regie: Sean D. Clifford
- 2007: Vorsicht, Abzocker!, Regie: Dieter Claus
- 2008: Liebe macht sexy, Regie: Michael Rowitz
- 2010: Die Autoeintreiber, Regie: F. Schmidt
- 2012: Nigredo, Regie: Alexandra Balteanu
- 2012: Champagner im Schlick, Regie: Aline Chukwuedo
- 2014: Ein Tag am Meer, Regie: Aline Chukwuedo

## Theater
- 2006: Phaidras Liebe, ETI Theater Berlin, Regie: O. Nötzel
- 2009: Feuchtgebiete, Theaterforum Kreuzberg Berlin, Regie: Lina Graeme